# Паморозь

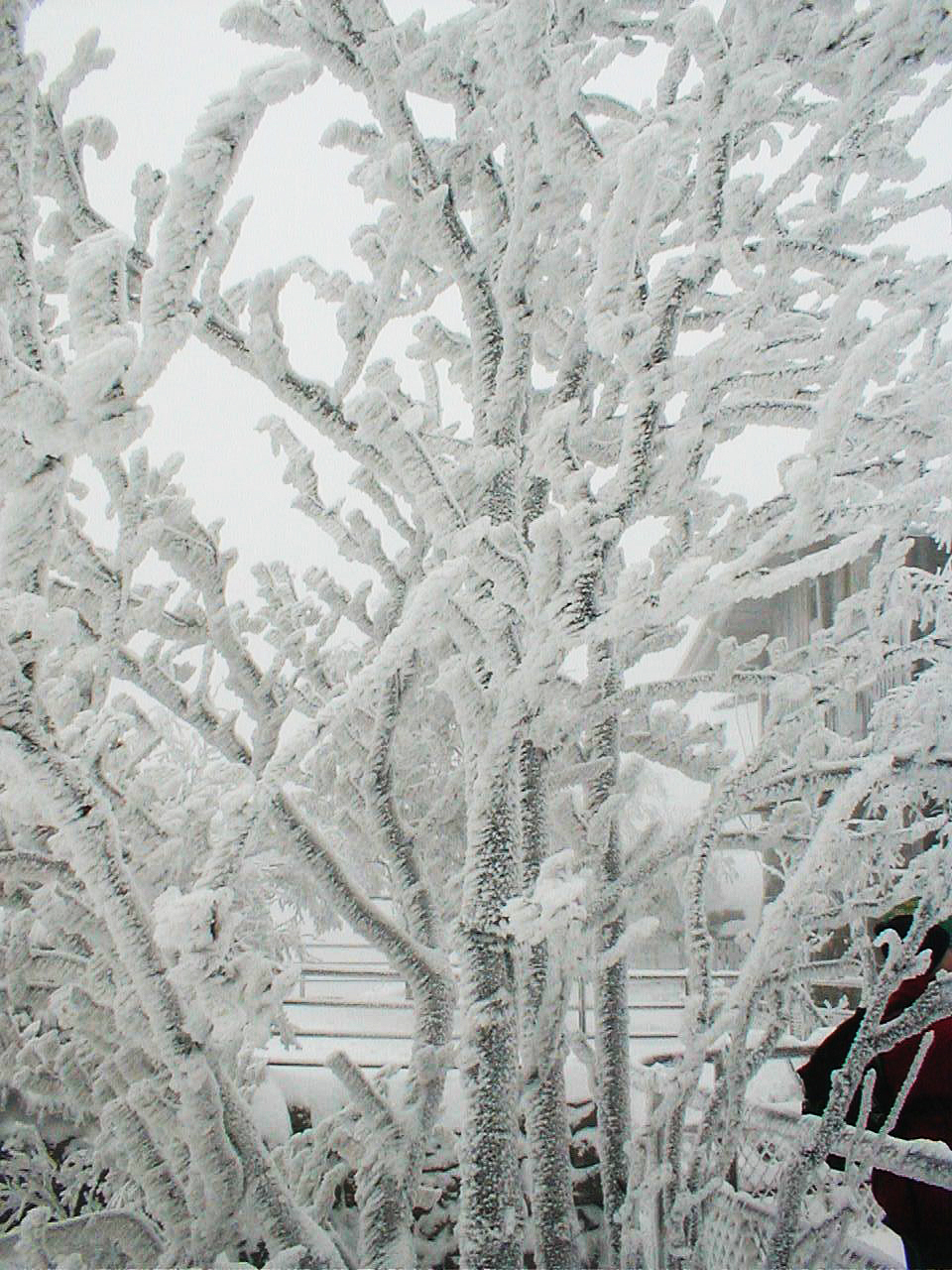
Паморозь на деревах

Па́морозь, також на́морозь (окрім того, останнім словом називають і полій, утворений на поверхні землі в сиру погоду, і лід на шибках) — відкладення кристалів льоду на гілках дерев, стінах, стовпах тобто на різних поверхнях внаслідок сублімації водяної пари при надходженні теплої повітряної маси.

## Різновиди
Розрізняють кристалічну та зернисту паморозь.

### Кристалічна паморозь
- Кристалічна — утворюється в результаті десублімації водяної пари й складається із кристаликів льоду, що наростають із навітряної сторони при слабкому вітрі й температурі нижче мінус 15 °C. Довжина кристаликів звичайно від одного до декількох сантиметрів.

Кристалічна паморозь — це пухке кристалічне утворення сніжно-білого кольору, що легко обсипається при посиленні вітру, часто утворюється в нічні години при негативній температурі повітря від -11 до -25 °С. Для її утворення також необхідна наявність туману, однак утворення кристалів відбувається не шляхом безпосереднього замерзання переохолоджених крапель туману, а внаслідок сублімації водяної пари.

### Зерниста паморозь
- Зерниста — являє собою пухкий лід, що наростає з навітряної сторони предметів у мрячну, вітряну погоду, в основному в горах. Утворюється при намерзанні крапель переохолодженого туману. Іноді може досягати в товщину 50 і більш см.

Зерниста паморозь — пухкий осад матово-білого кольору, що утворюється на проводах, сучках дерев, окремих травинках, відрізняється від ожеледі кристалічною структурою. Утворення її спостерігається при дрібних краплях переохолодженого адвективного туману. При замерзанні таких крапель виділення теплоти мізерне і кристалізація води відбувається без попереднього розтікання крапель по предметах. Спостерігається зерниста паморозь при нижчих, ніж ожеледь, температурах -2…-7 °С, але іноді буває і при нижчих.

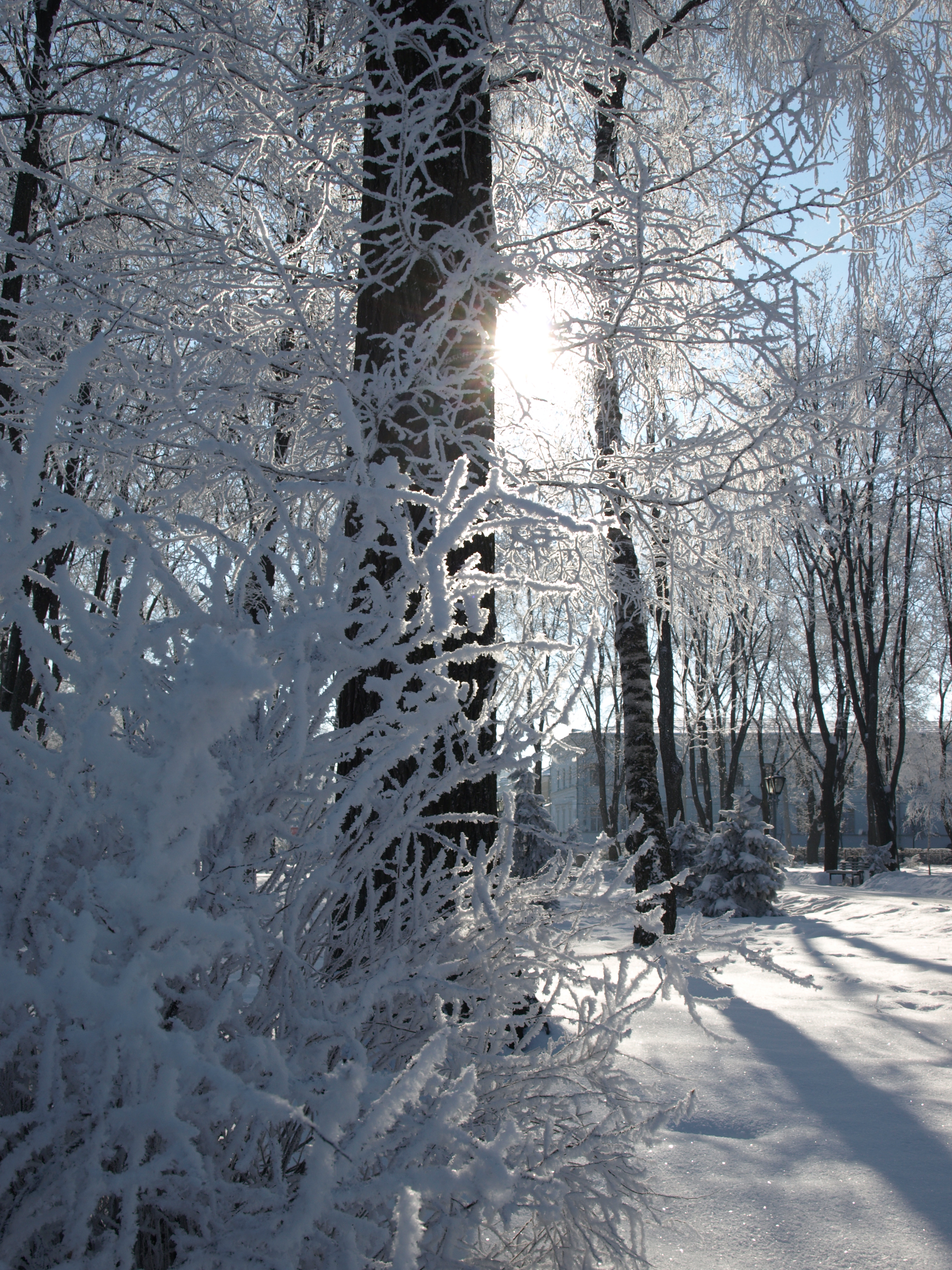
Паморозь на деревах в Полтаві
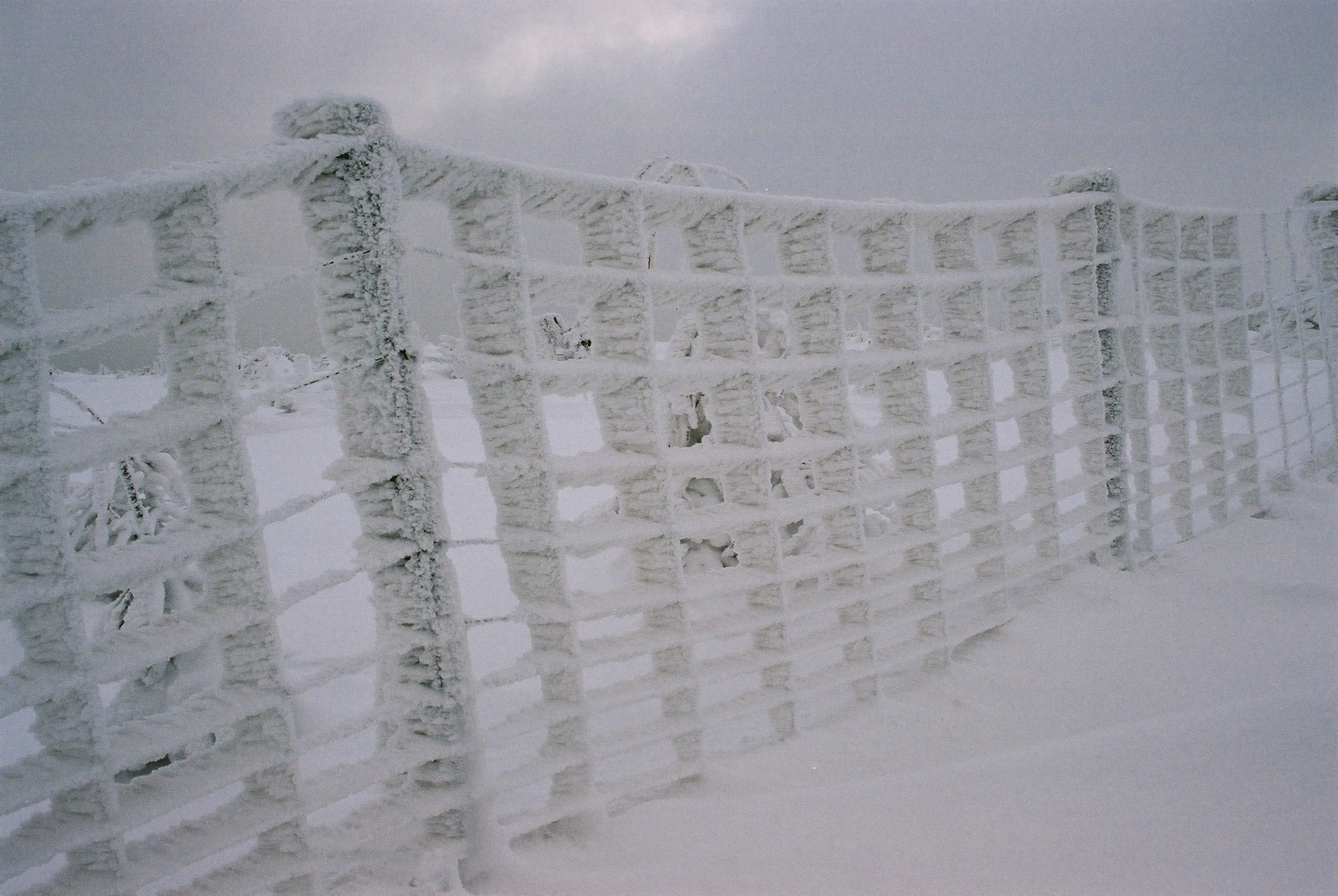
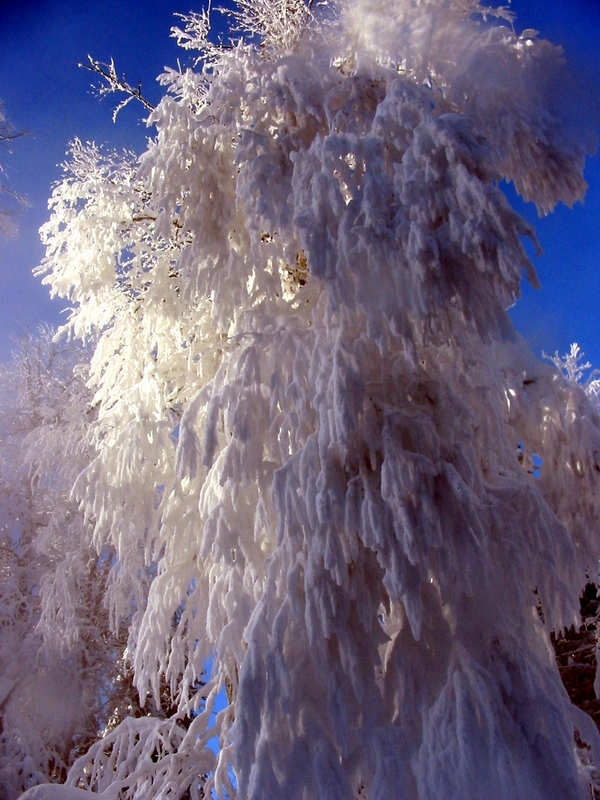
border
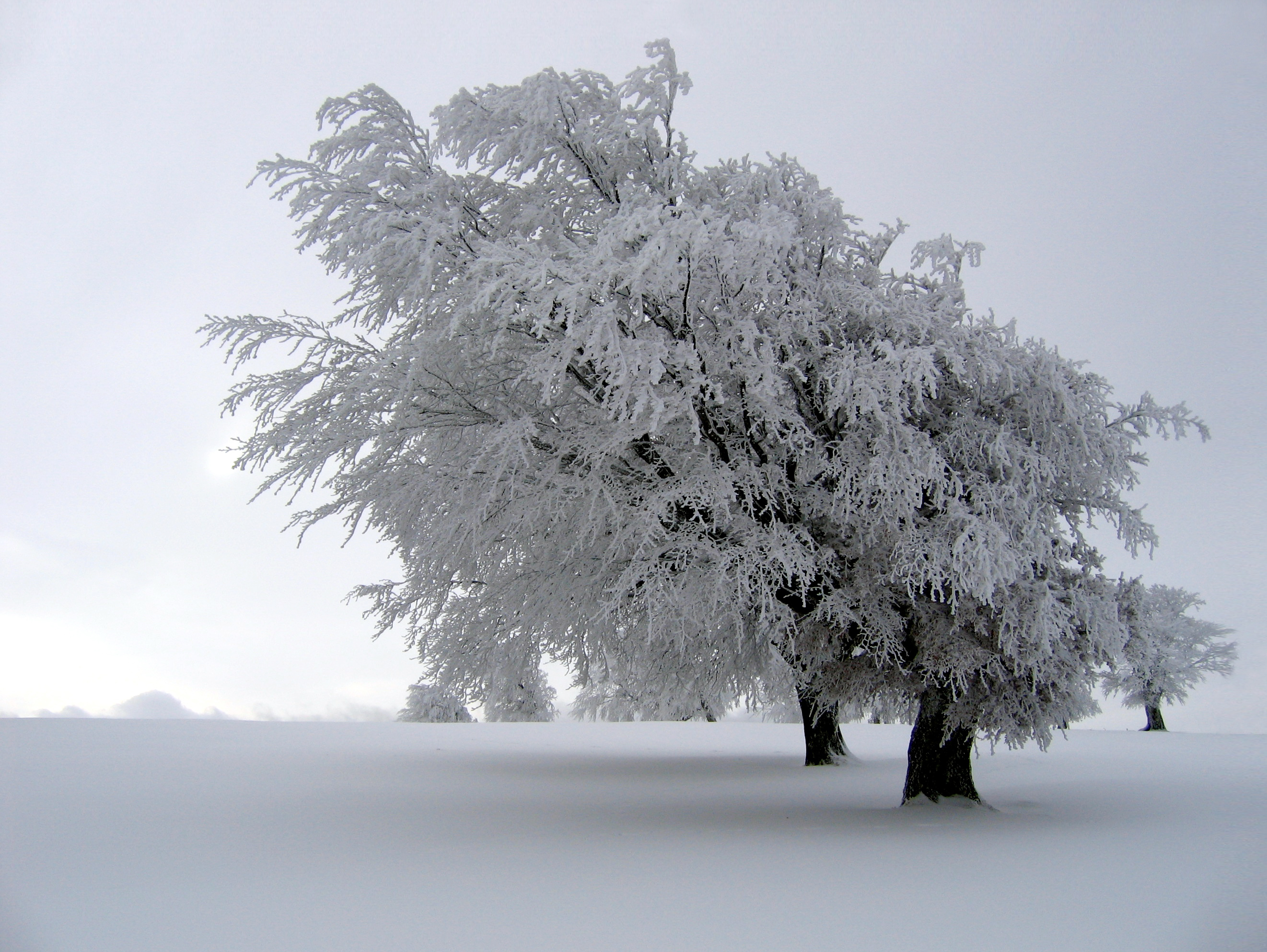
border
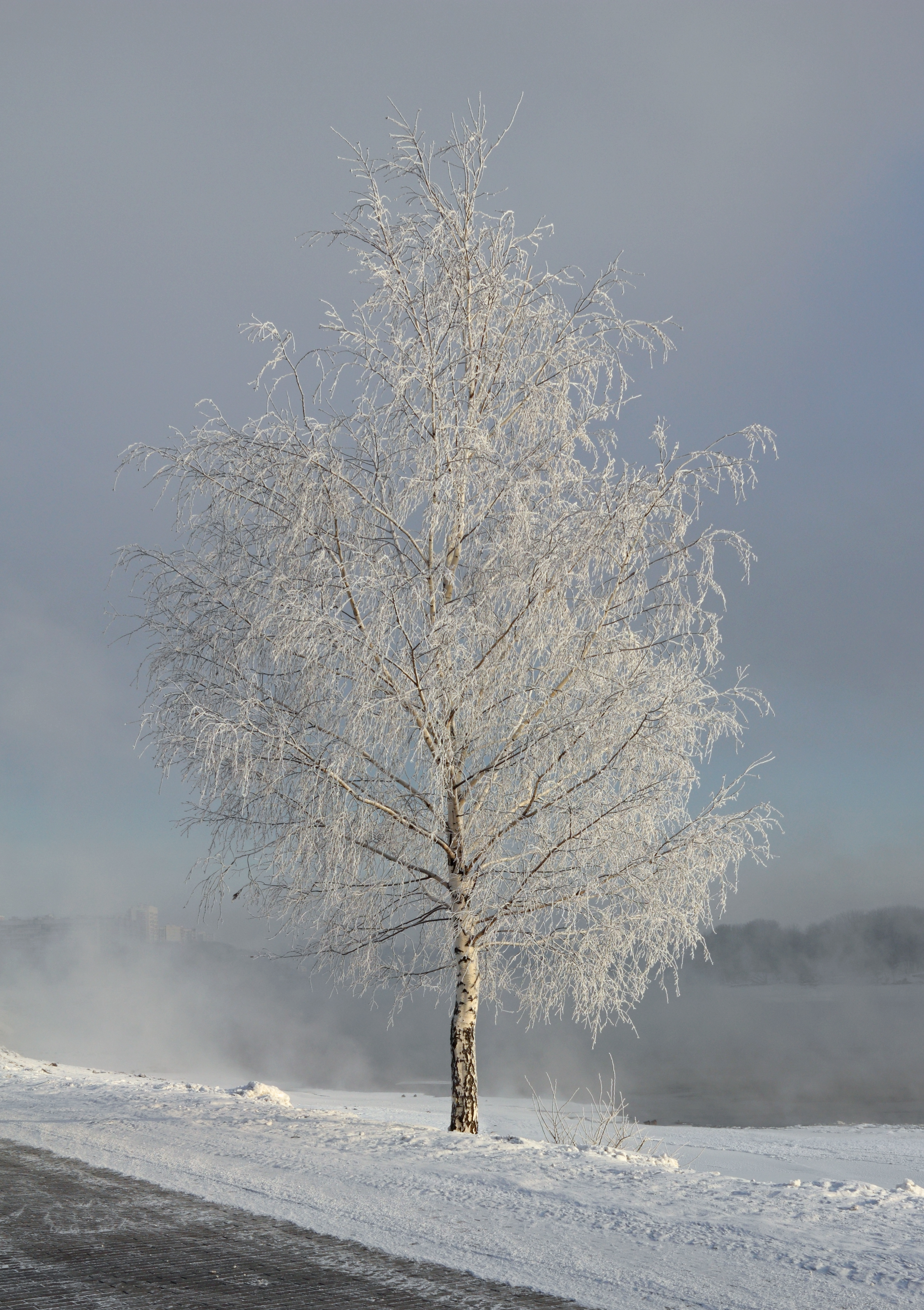
border
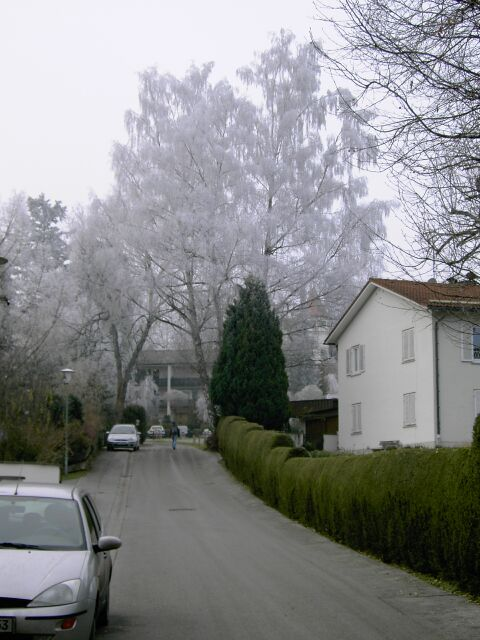
border
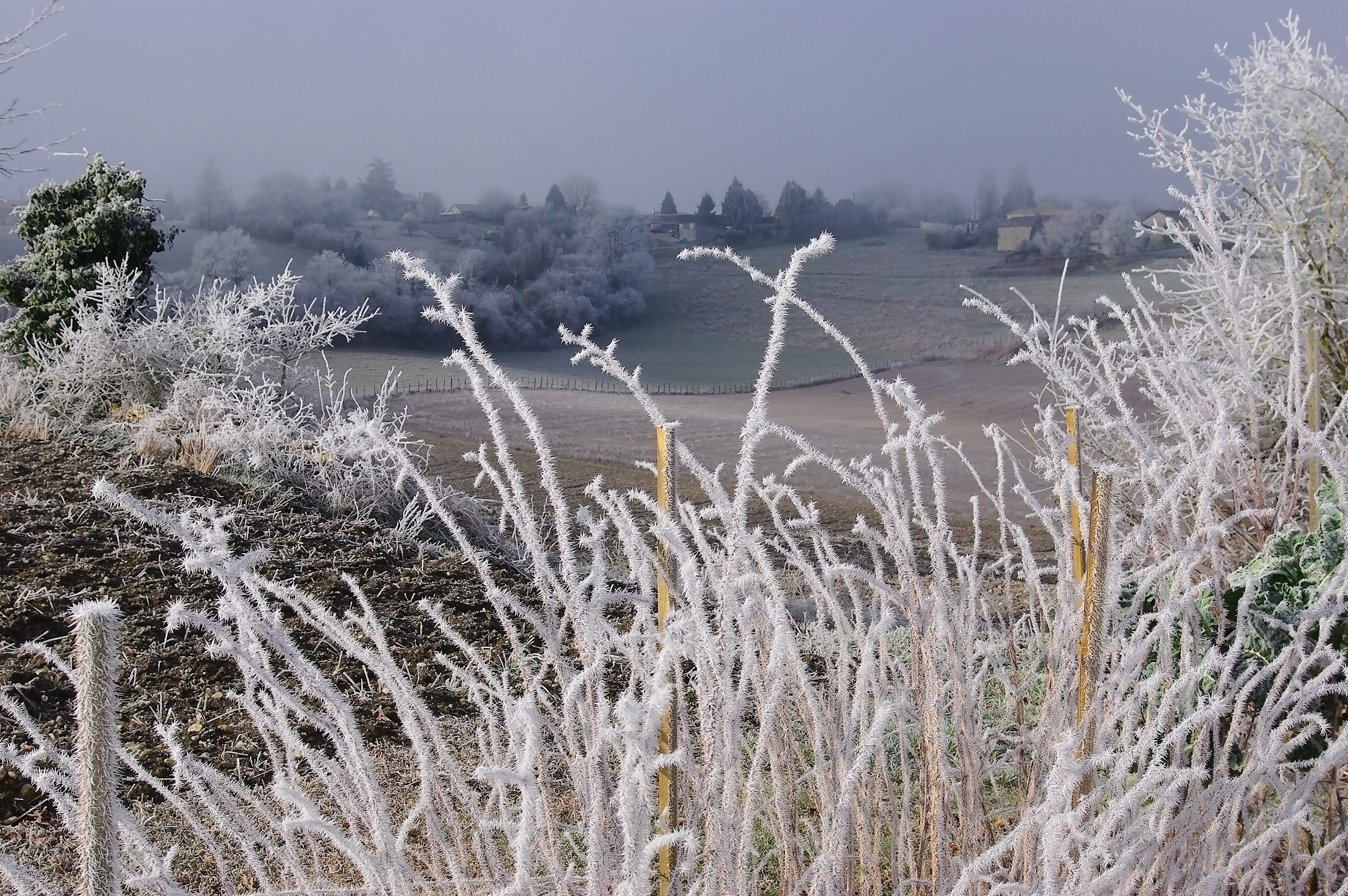
border
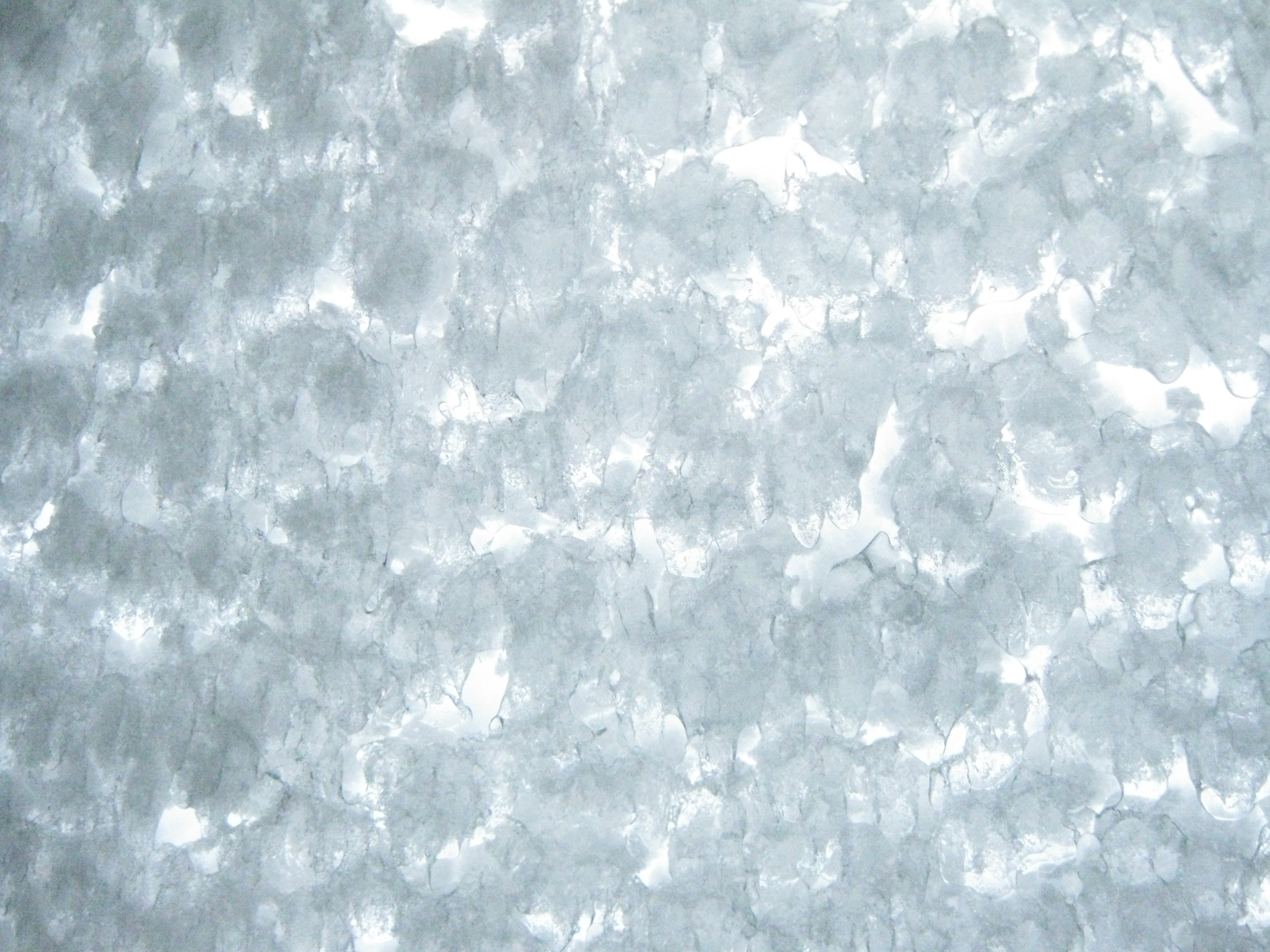
Паморозь на вікні
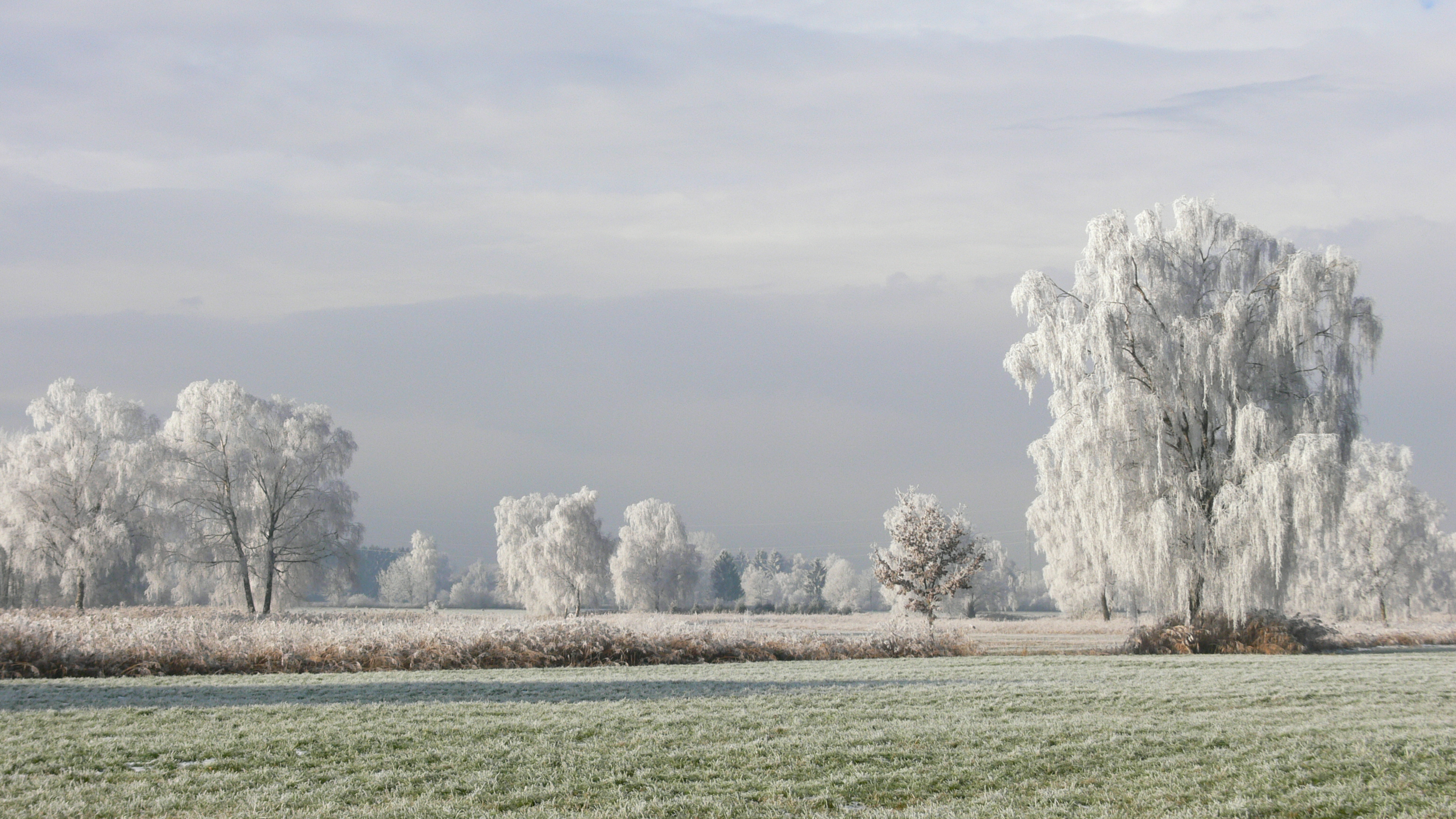
Паморозь, що повністю вкриває долину
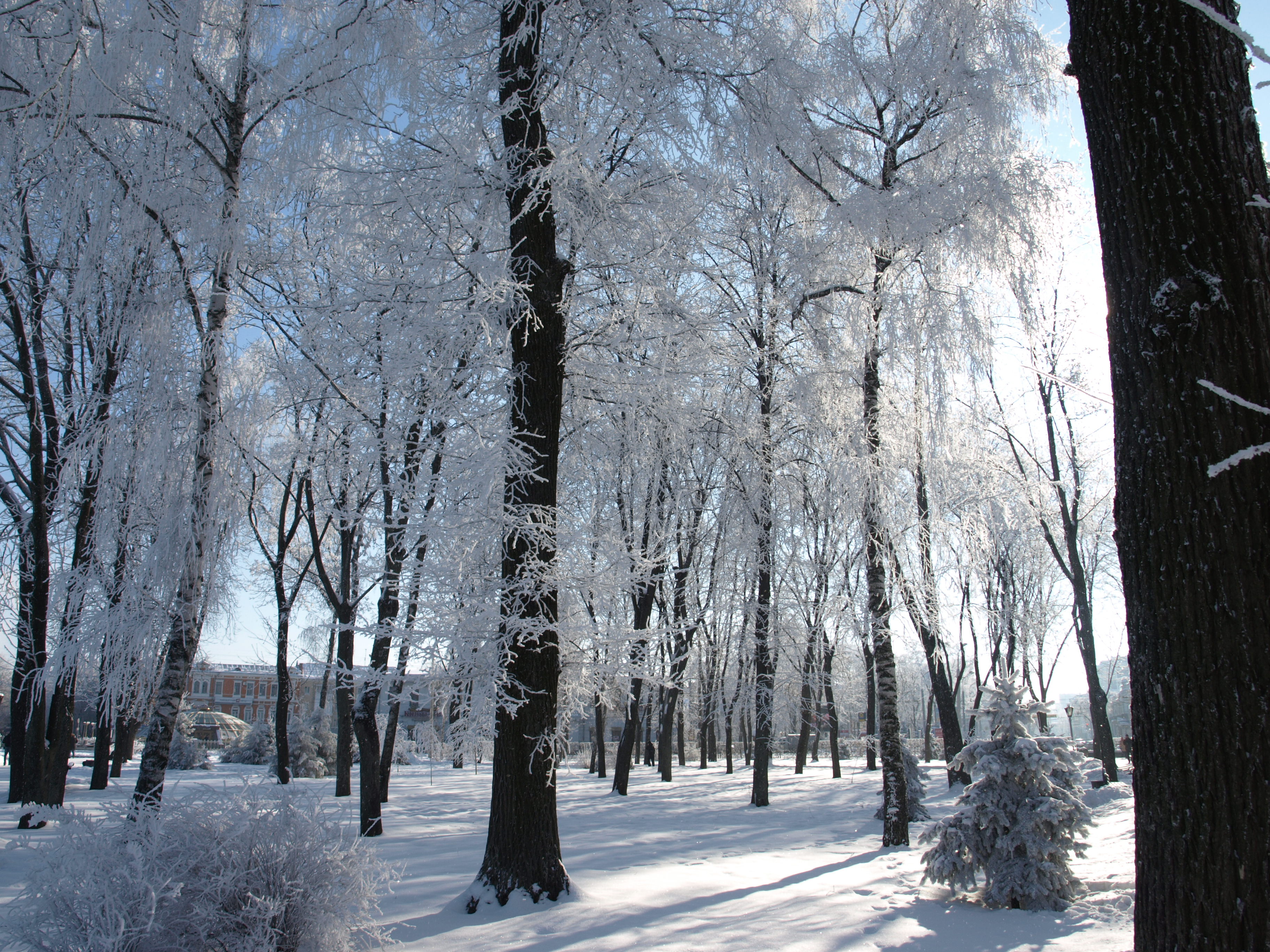
Паморозь у саду
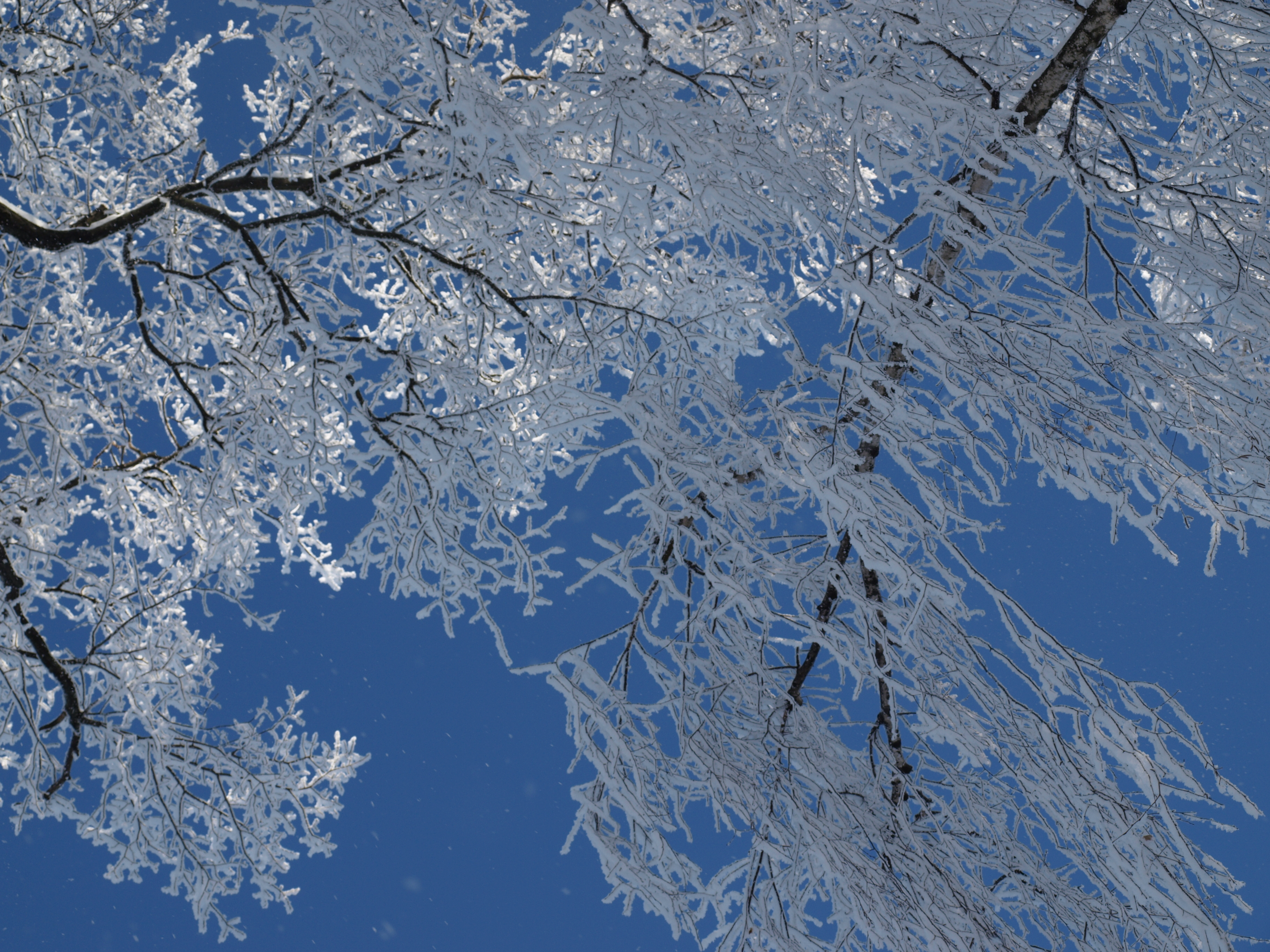
Паморозь у лісі